# Alulim
Alulim (em sumério: a2 -lu-lim) Adapa/Hadamu. Foi o primeiro governante (patesi) de Eridu e da Suméria, governando por oito sars (28.800 anos), de 454 600 até 388 800 a.C., de acordo com a Lista de reis da Suméria. Diz-se que Enqui, o deus das águas, trouxe a civilização para a Suméria um pouco antes ou neste ponto. Pode ser que Adapa (criado por Enqui) e o bíblico Adão (em al-Ubalde (Igigi)/Ha-da-mu) e possivelmente Alulim, sejam a mesma pessoa. Adapa, Hadamu e Alulim provavelmente eram indivíduos separados, mas sumérios. Alulim foi sucedido por Alalgar.